# Championnat de Suisse de hockey sur glace 1930-1931
Saison précédente Saison suivante
La saison 1930-1931 est la 22e saison du championnat de Suisse de hockey sur glace.

## Championnat national

### Qualifications Est
Elles se disputent les 13 et 14 décembre 1930, à Zurich, pour inaugurer la piste artificielle de la patinoire du Dolder.

#### Demi-finales
- HC Davos - Akademischer EHC Zürich 10-0
- Zürcher SC - Grasshopper Club Zurich 14-1[2] (4-1 selon une autre source[1])

#### Finales
- Pour la 3e place : Akademischer EHC Zürich - Grasshopper Club Zurich 7-1
- Pour la participation à la finale nationale : HC Davos - Zürcher SC 11-1

### Qualifications Ouest

#### Poule 1
- Lycée Jaccard - HC Château-d'Œx 4-1
- Lycée Jaccard - Lausanne HC 6-1
- Lausanne HC - HC Château-d'Œx 5-2

| Clt   | Équipe          | PJ | V | D | N | BP | BC | Diff | Pts |
| ----- | --------------- | -- | - | - | - | -- | -- | ---- | --- |
| +001, | Lycée Jaccard   | 2  | 2 | 0 | 0 | 10 | 2  | +8   | 4   |
| +002, | Lausanne HC     | 2  | 1 | 1 | 0 | 6  | 8  | -2   | 2   |
| +003, | HC Château-d'Œx | 2  | 0 | 2 | 0 | 3  | 9  | -6   | 0   |

- En gras : qualifié pour la finale romande

#### Poule 2
- Star Lausanne HC - HC La Chaux-de-Fonds 2-0

#### Finale romande
- Lycée Jaccard - Star Lausanne HC 2-1

### Finale nationale
Elle se dispute le 25 janvier 1931, à Zurich :
- HC Davos - Lycée Jaccard 10-0

Davos remporte le 5e titre de son histoire, le 3e consécutivement.

## Série B

### Finale
Le 15 février 1931, à Zurich, où, forfait, le HC Rosey Gstaad II est remplacé par le Servette HC :
- HC Davos II - Servette HC 18-0

## Championnat international suisse
Ne limitant pas le nombre de joueurs étrangers, ce championnat n'est pas pris en compte pour le palmarès actuel des champions de Suisse.

### Zone Ouest
Le 11 janvier 1931, à Gstaad :
- Demi-finales :
  - Lycée Jaccard - HC La Chaux-de-Fonds 2-0
  - HC Rosey Gstaad - Star Lausanne HC 11-1

- Finale pour la 3e place :
  - HC La Chaux-de-Fonds - Star Lausanne HC 6-1

- Finale Ouest :
  - HC Rosey Gstaad - Lycée Jaccard 8-1

### Zone Est
Le 11 janvier également :
- Demi-finales :
  - HC Davos - Zürcher SC 11-1
  - HC Saint-Moritz - Lyceum Zuoz 6-0

- Finale :
  - HC Davos - HC Saint-Moritz

### Finale
Le 14 février 1931, à Davos :
- HC Davos - HC Rosey Gstaad 4-3 (2-1 1-0 1-2)